# João de Bourbon, Conde de Soissons
João de Bourbon, Conde de Soissons (La Fère, 6 de julho de 1528 – Saint-Quentin, 10 de agosto de 1557), foi um Príncipe de Sangue francês pertencente à Casa de Bourbon-Vendôme, ramo cadete da Casa de Bourbon.
Foi Conde de Enghien, em 1546, e Conde de Soissons, em 1547.

## Biografia

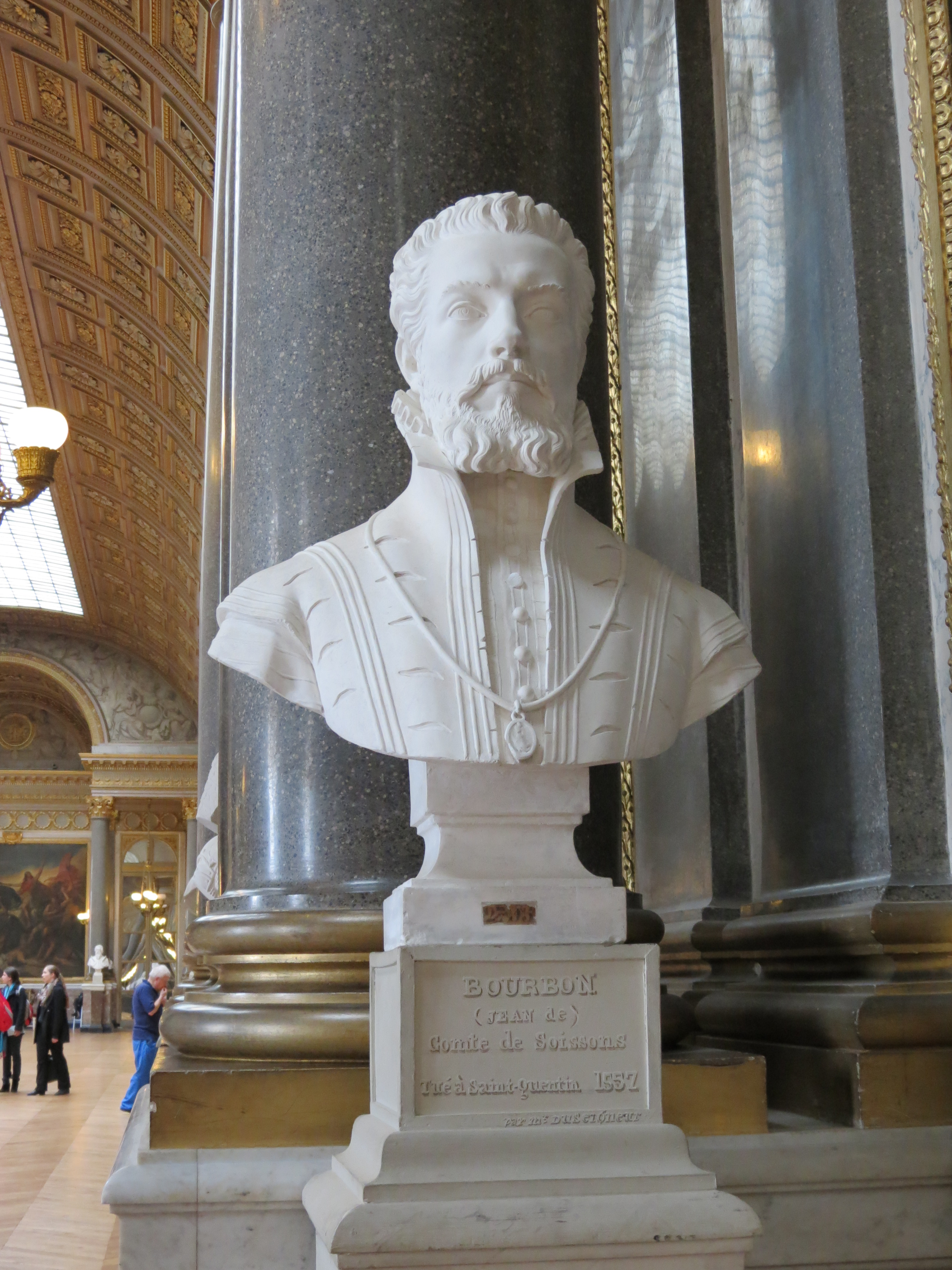
Busto de João de Bourbon, Conde de Soisson.

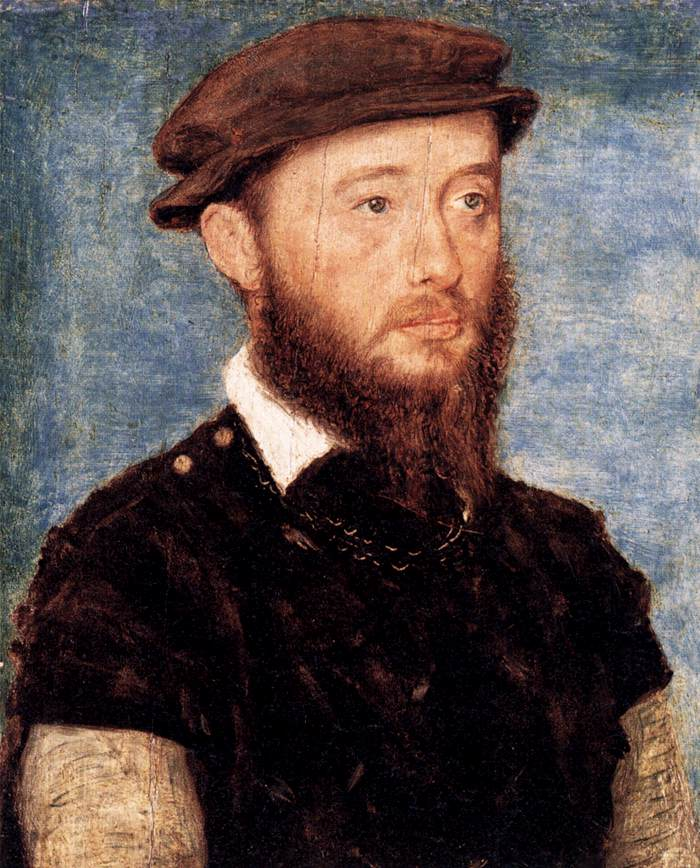
Retrato de João de Bourbon, por Corneille de Lyon, ca. 1550.

João era o quarto filho de Carlos de Bourbon, Duque de Vendôme e da sua esposa Francisca de Alençon. tendo-se tornado conde de Enghien após a morte acidental do seu irmão mais velho, Francisco, em 1546 recebendo a Ordem de São Miguel em 1547.
A 14 de junho de 1557, casa com a sua prima co-irmã Maria de Bourbon, Condessa de Saint-Pol, filha do seu tio paterno Francisco de Bourbon, Conde de Saint-Pol. Deste casamento não houve descendência. 

## Carreira militar
Aquando da intervenção do rei Henrique II de França durante a guerra de Parma em junho de 1551, João é enviado com o seu irmão Luís I de Bourbon-Condé ao Piemonte com reforços para o exército francês.  
Durante a décima primeira guerra de Itália, João é morto na Batalha de Saint-Quentin, em 1557 . O seu coração foi depositado, pouco depois, em Gaillon.